# Heilige Familie (Hangard)

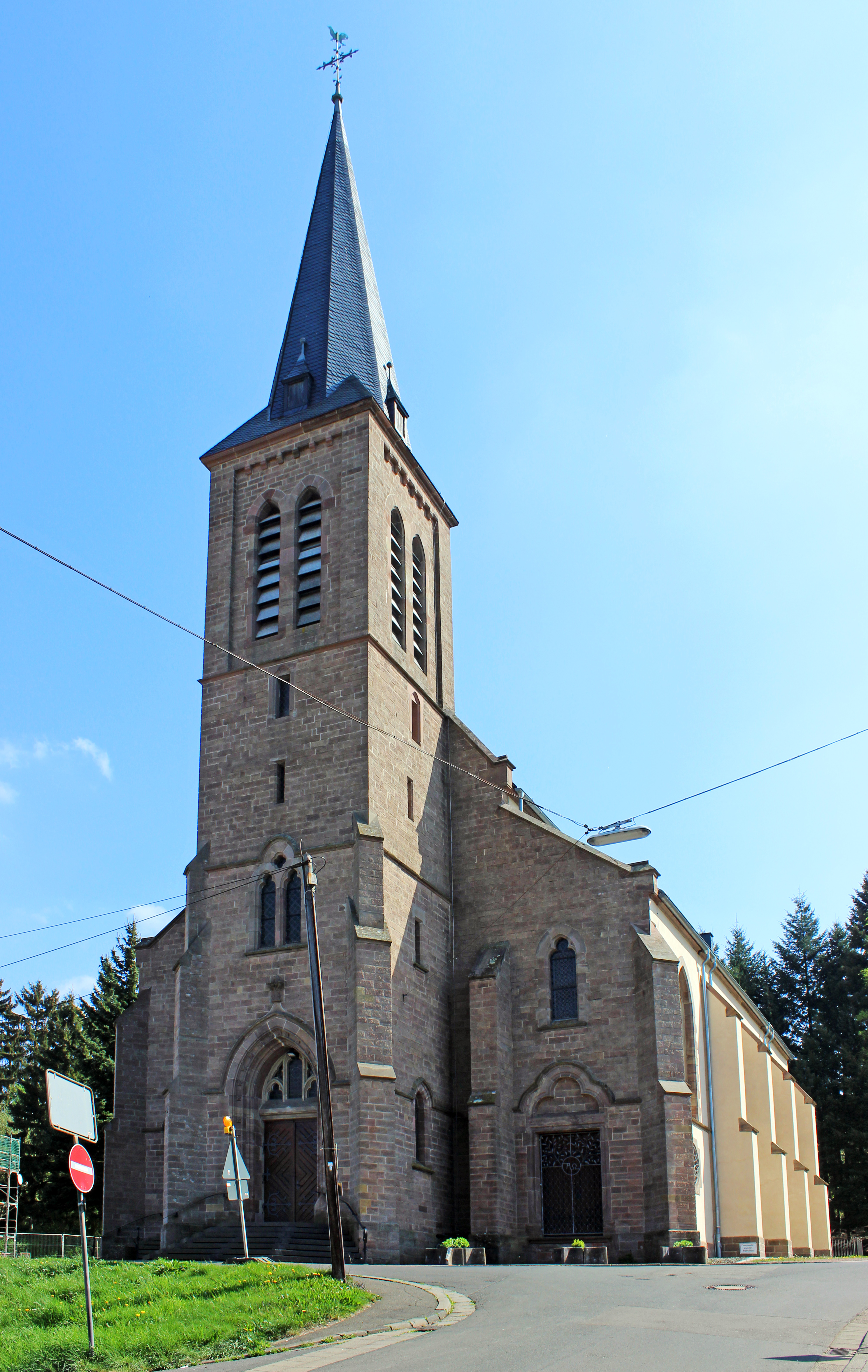
Die Kirche Heilige Familie im Neunkircher Stadtteil Hangard

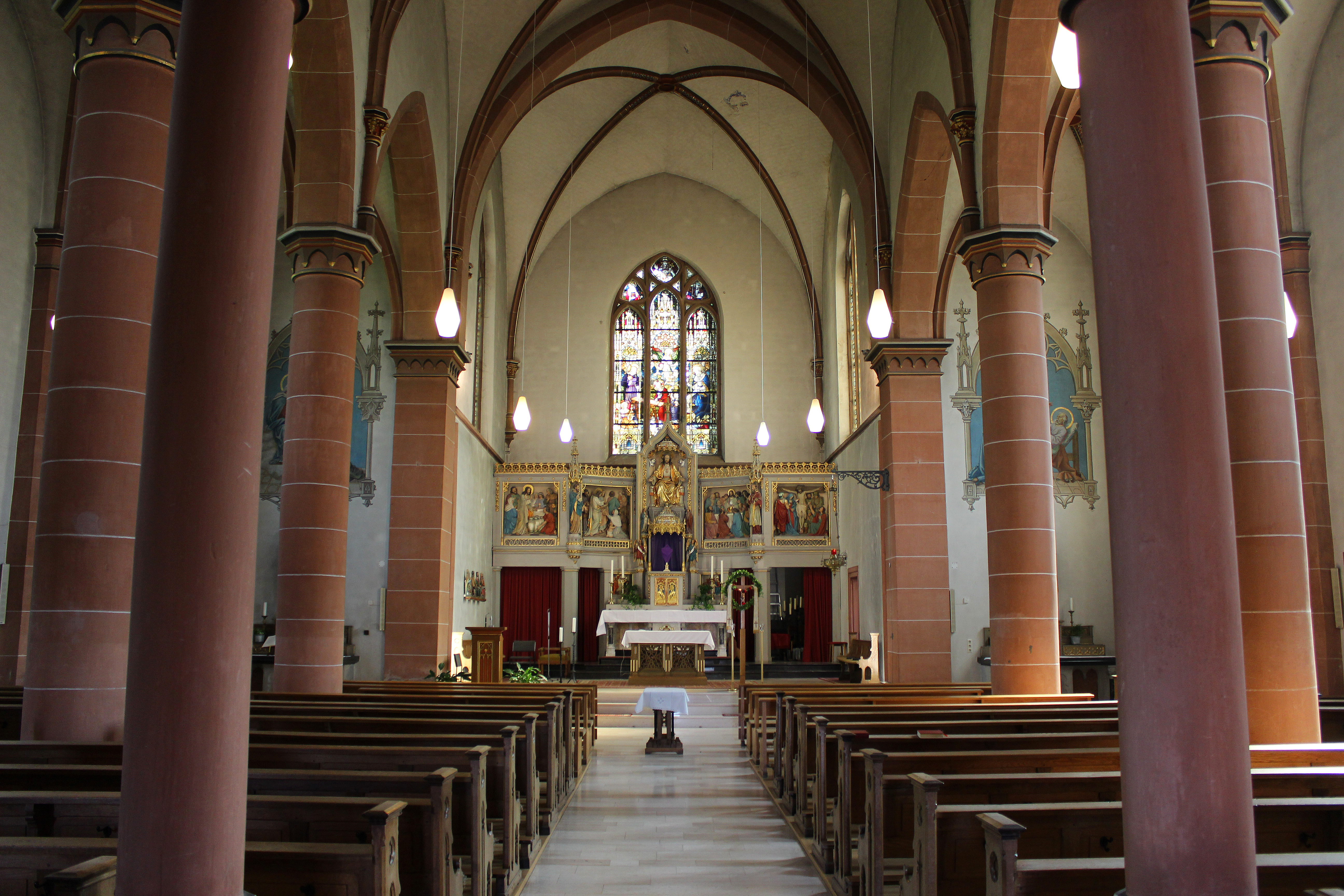
Blick ins Innere der Kirche

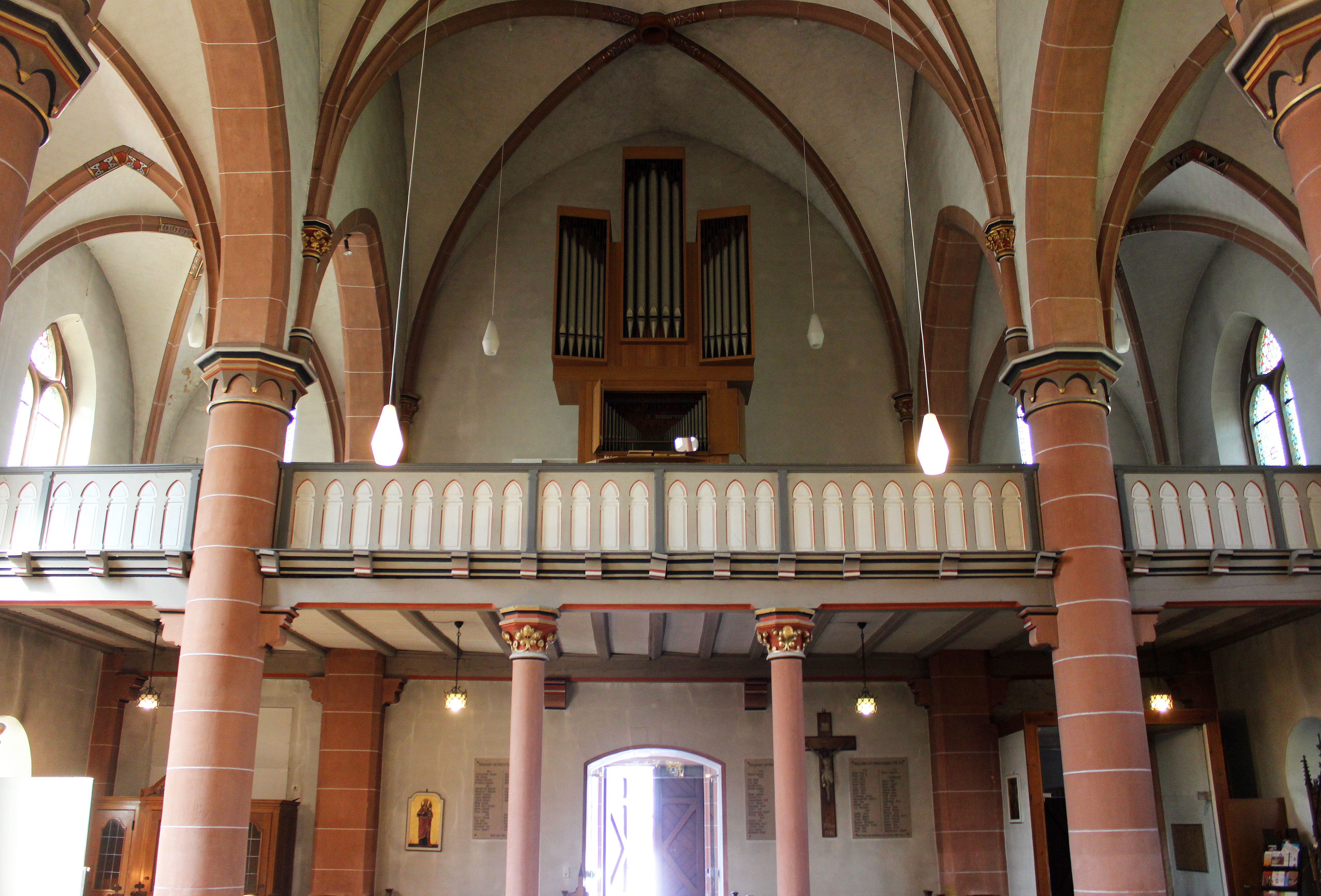
Orgelempore

Die Kirche Heilige Familie ist eine römisch-katholische Pfarrkirche in Hangard, einem Stadtteil der saarländischen Kreisstadt Neunkirchen. Sie trägt das Patrozinium der Heiligen Familie. In der Denkmalliste des Saarlandes ist das Kirchengebäude als Einzeldenkmal aufgeführt.

## Geschichte
Die Kirche wurde in den Jahren 1899 bis 1900 nach Plänen des Architekten Wilhelm Hector (Saarbrücken-St. Johann) errichtet. Für die Ausführung zeichnete Baumeister und Bauunternehmer Franz Emmerich (Neunkirchen) verantwortlich.
Seit 1989 wurde die Kirche zahlreichen Restaurierungen unterzogen. Die Restaurierungsmaßnahmen von 1989 betrafen die Fenster, die von 1991 die Heizung und den Holzfußboden, und die von 1993 den Altarraum, bei der ein neuer Ambo aufgestellt wurde. Seit den 2000er Jahren wird das ganze Kirchengebäude innen und außen Restaurierungsmaßnahmen unterzogen.

## Architektur und Ausstattung
Das Kirchengebäude wurde als Hallenkirche mit drei Schiffen im Stil der Neugotik erbaut. Es handelt sich um eine sogenannte Stufenhalle oder Pseudobasilika, deren Außenbau zwar einen basilikalen Eindruck vermittelt, im Unterschied zu einer Basilika aber zwischen dem Mittelschiff und den niedrigeren Seitenschiffen keine Fensterzone, einen sogenannten Obergaden, aufweist. Vielmehr enden die separaten Seitenschiffdächer fast direkt unter dem Dachtrauf des Mittel- bzw. Hauptschiffes. Der Außenbau der Kirche gliedert sich in den Glockenturm, das dreischiffige Langhaus und den dreiseitigen gerade abschließenden Chor.
Zur Ausstattung der Kirche gehört der Hochaltar mit überdimensionalem Altarretabel von 1921, der später zum Kriegsgedächtnisaltar erweitert wurde. Vier Halbreliefbilder des Retabels zeigen Szenen aus dem Leben Jesu. Der Volksaltar vor dem Hochaltar wurde aus Teilen der Kommunionbank gefertigt.
Weitere Ausstattungsgegenstände sind holzgeschnitzte figürliche Darstellungen der vier Evangelisten, die sich ehemals an der Kanzel befanden, und heute an der linken Seitenwand des Altarraumes angebracht sind, ein neuer Ambo von 1993, sowie der Beichtstuhl aus der Erbauungszeit.
Über dem rechten Seitenaltar befindet sich eine Darstellung des Sterbens des heiligen Josef. Über einer Marienfigur über dem linken Seitenaltar befindet sich eine Darstellung der Übergabe des Rosenkranzes an Dominikus von der Künstlerwerkstatt Mrziglod (Tholey).
Die Kirchenfenster stammen noch aus wilhelminischer Zeit und stellen die Heilige Familie als Handwerkerfamilie dar.

## Orgel
Die Orgel der Kirche wurde 1973 von der Orgelbaufirma Hugo Mayer (Heusweiler) erbaut. Das Schleifladen-Instrument verfügt über 13 Register, verteilt auf 2 Manuale und Pedal. Die Spiel- und Registertraktur ist mechanisch. Die Disposition lautet wie folgt:
| I Hauptwerk C–g3 |           |       |
| 1.               | Principal | 8′    |
| 2.               | Gedackt   | 8′    |
| 3.               | Prästant  | 4′    |
| 4.               | Waldflöte | 2′    |
| 5.               | Mixtur IV | 1 ⁄3′ |

| II Brustwerk C–g3 |            |        |
| 6.                | Rohrflöte  | 8′     |
| 7.                | Blockflöte | 4′     |
| 8.                | Doublette  | 2′     |
| 9.                | Terz       | 1 3⁄5′ |
| 10.               | Quinte     | 1 ⁄3′  |

| Pedal C–f1 |           |     |
| 11.        | Subbaß    | 16′ |
| 12.        | Gemshorn  | 8′  |
| 13.        | Choralbaß | 4′  |

- Koppeln: II/I, I/P, II/P